# Озеркинська сільська рада
Озе́ркинська сільська рада (рос. Озёркинский сельский совет) — муніципальне утворення у складі Караідельського району Башкортостану, Росія. Адміністративний центр — присілок Озерки.
Станом на 2002 рік існували Каїровська сільська рада (присілки Буртим та Каїрово) та Озеркинська сільська рада (село Озерки, присілки Біяз та Круш).

## Населення
Населення — 746 осіб (2019, 1008 в 2010, 1150 в 2002).

## Склад
До складу поселення входять такі населені пункти:
| Населений пункт   | Населення, осіб (2002) | Населення, осіб (2010) |
| ----------------- | ---------------------- | ---------------------- |
| Бартим, присілок  | 195                    | 158                    |
| Біяз, присілок    | 227                    | 174                    |
| Каїрово, присілок | 9                      | -                      |
| Круш, село        | 205                    | 175                    |
| Озерки, присілок  | 514                    | 501                    |